# Craspedosis mirandina
Craspedosis mirandina är en fjärilsart som beskrevs av Louis Beethoven Prout 1915. Craspedosis mirandina ingår i släktet Craspedosis och familjen mätare. Inga underarter finns listade i Catalogue of Life.